# Щорс (загін)
«Щорс» — партизанський загін, створений у таборі Тьєрс біля Валансьєнну (Франція) з вивезених німцями з України молодих людей на примусові роботи. Загін під командою Й. Калиниченка діяв у складі французького руху опору в серпні — вересні 1944 року в околицях Шарлевілю.